# Hans-Jürgen Fröhlich

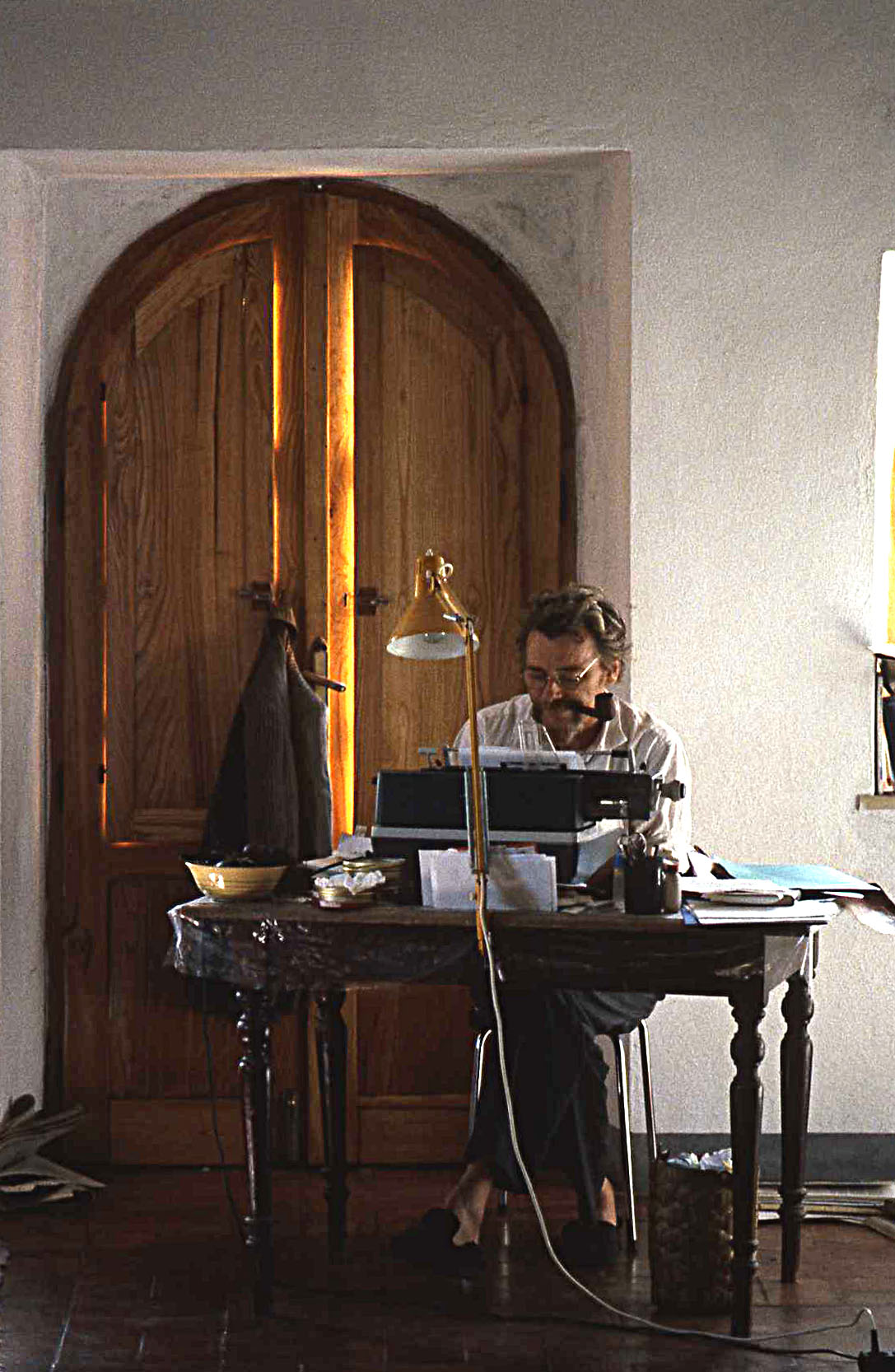
Hans-Jürgen Fröhlich

Hans-Jürgen Fröhlich (* 4. August 1932 in Hannover; † 22. November 1986 in Dannenberg (Elbe)) war ein deutscher Schriftsteller.

## Leben
Fröhlich wurde in Hannover geboren und verarbeitete seine dortige Kindheit in seinen Erzählungen Tandelkeller (1967) und Anhand meines Bruder (1974). Sein Romanfragment Das Haus der Väter schloss an den Tandelkeller an, in dem er die Ausnahmesituationen des engen Zusammenlebens und die Abstumpfungen in den in den Keller verlegten Wohn- und Geschäftsräumen schildert, die dorthin vom Vater zum Schutz vor den Fliegerbomben während der Luftangriffe auf Hannover im Zweiten Weltkrieg verlegt wurden.
In seinem 10. Lebensjahr zog die Familie – der Vater war Weinhändler – nach Werxhausen bei Duderstadt. In Duderstadt besuchte er das Eichsfeld-Gymnasium. Anschließend studierte er in Detmold bei Wolfgang Fortner Komposition. Da er einige Kompositionen für Klavier und Streichquartett in serieller Technik komponierte und mit der Zwölftonmusik haderte, beendete er das Musikstudium.  Er absolvierte eine Buchhändlerlehre. Anschließend arbeitete er als Antiquar, in der Werbebranche und als Lektor im Claasen-Verlag.
Fröhlich schrieb ab 1961 Beiträge für den Rundfunk, zahlreiche Hörspiele und arbeitete als Literaturkritiker u. a. für Die Welt, FAZ und die Neue Zürcher Zeitung. Er schrieb acht Romane, in denen er sich zum Teil einer experimentellen Erzählweise bediente, die von seiner musikalischen Ausbildung beeinflusst war, später ging er über zu einer eher konventionellen, psychologisch ausgerichteten Erzähltechnik. Daneben schrieb er Essays, Erzählungen und eine Schubert-Biographie. Als Literaturkritiker hat er vor allem die Literatur der 1920er Jahre besprochen und aufgrund seiner musikalischen Ausbildung Musikliteratur. Ganz besonders hat er sich für Franz Kafka, Ernst Weiß und vor allem für Hans Henny Jahnn interessiert.
Er lebte u. a. in Stuttgart, Hamburg, Wien, Rom, am Gardasee, in München und in der Toskana. Studienaufenthalte, Stipendien und Lehraufträge hatte er in Detmold, Rom (Villa Massimo), Austin (University of Texas) und Lüchow-Dannenberg (Künstlerhof Schreyahn), wo er am 22. November 1986 an einem Herzinfarkt starb.

## Familie
Hans J. Fröhlich war zweimal verheiratet und hat drei Kinder, eine Tochter aus 1. Ehe Anna Katharina Fröhlich. Sie lebt mit ihrer Familie noch am Gardasee und ist Schriftstellerin. Sie wurde 2011 für den Leipziger Buchpreis für ihren Roman „Kream Korner“ nominiert. Die beiden Söhne aus 2. Ehe, Johannes und Benjamin Fröhlich leben in London bzw. in München. Benjamin Fröhlich gründete mit einem Freund das Label permanent vacation.

## Freunde und Weggefährten
Fröhlich war u. a. mit Walter E. Richartz, Uwe Herms, Hans Wollschläger, Eckart Klessmann und Peter O.Chotjewitz befreundet. Während seines Aufenthaltes in Wien pflegte er Kontakte mit Sándor Weöres, Jan Rhys, Robert Stauffer etc. Mit Michael Krüger lebte er einige Jahre in einer gemeinsamen Wohnung in München.
Fröhlich war Mitglied des PEN-Zentrums der Bundesrepublik Deutschland und der Akademie der Wissenschaften und der Literatur in Mainz. 

## Auszeichnungen
Er erhielt u. a. folgende Auszeichnungen: 
- 1969 den Rom-Preis der Villa Massimo,
- 1970 die Ehrengabe des Kulturkreises im Bundesverband der Deutschen Industrie,
- 1975 den Förderpreis des Hermann-Kesten-Preises,
- 1977 den Sonderpreis der Jury des Ingeborg-Bachmann-Preises und
- 1983 ein Künstlerstipendium des Landes Niedersachsen für Literatur.

## Werke
- Aber egal! Abenteuer und Meinungen des Ephraim Lechberger aus Wilna mitgeteilt einem schweigenden Zuhörer im Gasthaus "Zum Leviathan", Hamburg 1963
- Tandelkeller, Frankfurt am Main 1967
- Engels Kopf, Frankfurt am Main 1971
- Anhand meines Bruders, München 1974
- Im Garten der Gefühle, München [u. a.] 1975
- Schubert, München [u. a.] 1978
- Einschüchterungsversuche, München [u. a.] 1979
- Mit Feuer und Flamme, München [u. a.] 1982
- Die Quintessenz der Eigentümlichkeit, Mainz 1982
- Kein Strich, der nicht erlebt, kein Strich so, wie er erlebt, Mainz 1983
- Das Haus der Väter, München [u. a.] 1987
- Aufsätze zur Literatur und Musik, Mainz 1996

## Herausgeberschaft
- Maximilian Harden: Köpfe, Hamburg 1963
- Märchen aus aller Welt: Frankreich, München 1978
- Meine Landschaft, Mainz 1985

## Übersetzungen
- Carlo Goldoni: Der Lügner, Köln 1986
- Carlo Goldoni: Diener zweier Herren, Köln
- Carlo Goldoni: Das Kaffeehaus, Köln